# Khaled Aziz
Khaled Aziz Al-Thaker (Riad, 14 de julho de 1981) é um ex-futebolista profissional saudita, meia.

## Carreira
Khaled Aziz fez parte do elenco da Seleção Saudita de Futebol da Copa do Mundo de 2006.